# Interesse ad agire
L'interesse ad agire è la condizione processuale che subordina la facoltà per un soggetto di richiedere la pronuncia di un provvedimento giudiziale alla concreta possibilità che da esso discendano effetti favorevoli e giuridicamente apprezzabili per il soggetto medesimo. Pur con denominazioni diverse, la categoria si ritrova nel processo civile, nel processo amministrativo e, con riferimento alle impugnazioni e all'ammissione delle parti civili, anche nel processo penale.

## Processo civile
Nel processo civile l'interesse ad agire costituisce un presupposto processuale, il cui difetto è rilevabile anche d'ufficio in ogni stato e grado del processo.
La condizione è rubricata all'articolo 100 del vigente Codice di Procedura Civile, nel quale si legge che "per proporre una domanda o per contraddire alla stessa è necessario avervi interesse".
Tale interesse consiste nella necessità di ottenere dal processo la protezione dell'interesse sostanziale e si concreta infine nell'affermazione della lesione dell'interesse sostanziale e nell'idoneità a soddisfarlo da parte della sentenza chiesta al giudice dalla parte. Si deve sottolineare come la lesione lamentata dal soggetto deve essere solamente affermata e non concretamente avvenuta, in quanto il fatto che la lesione sia stata realmente sofferta o meno è questione che attiene al merito della domanda (mentre l'interesse ad agire è questione di rito).
Consistendo quindi l'interesse ad agire nella semplice e sola affermazione da parte del soggetto della lesione di un proprio diritto si capisce come tale condizione dell'azione sarà quasi sempre presente (come rileva la dottrina più moderna), mancando solo in ipotesi scolastiche in cui l'attore evidenzi nella sua stessa domanda l'adempimento del credito per il quale chiede la condanna del convenuto (non può egli infatti avere interesse ad agire con un'azione di condanna in ordine ad un credito che gli è già stato saldato), oppure nel caso in cui un soggetto impugni un contratto riproduttivo di un precedente accordo ormai non più contestabile. Più numerose invece sono le ipotesi di carenza dell'interesse ad agire nel campo delle azioni di accertamento, carenza che ricorrerà ogni volta in cui sia mancata e manchi una contestazione reale, attuale e concreta, da parte dell'avversario, in ordine ad un determinato diritto.
Secondo la tesi classica, enunciata ad esempio dal TAR di Napoli nella sentenza del 15 maggio 2007 n. 5196, « l'interesse ad agire, che costituisce una delle condizioni dell'azione nel processo ed anzi  dell'azione processuale in genere, presenterebbe   tre caratteristiche  specifiche l'accertamento della cui indefettibilità costituisce una delle principali verifiche in rito che il giudice è chiamato a compiere  preliminarmente all'esame del  merito della controversia. Si tratta dell'attualità, della concretezza e della personalità dell'interesse.
Sotto tale profilo, l'interesse ad agire  s'identifica comunemente nell'utilità concreta che la decisione giurisdizionale favorevole è idonea ad apportare alla posizione giuridica soggettiva di cui è titolare chi ha agito in  giudizio; ed ecco che così, accanto ad obiettivi di concretezza, nel senso che la pronuncia deve essere satisfattiva di interessi effettivi e non anche meramente ipotetici o in altro modo non meritevoli di tutela, e di personalità, ossia che ne risulti  in via diretta comunque ristorata la posizione sostanziale di  chi abbia agito in giudizio, è richiesta anche l'attualità, nel senso che l'aspettativa in termini di utilità che si attende dalla sentenza deve sussistere fino al momento della sua emanazione ».
Secondo Chiovenda «l'interesse ad agire è l'interesse a servirsi dell'autorità giudiziaria: consiste nell'interesse ad evitare il danno ingiusto che l'attore soffrirebbe senza l'intervento degli organi giurisdizionali ».
Il difetto di interesse ad agire è rilevabile in qualunque stato e grado del processo.
Nei gradi di impugnazione l'interesse ad agire si sovrappone e si risolve nel concetto di soccombenza, ossia nel pregiudizio concreto che al soggetto è stato causato dalla sentenza che va ad impugnare.

### Testi normativi
- Codice di Procedura Civile - Art. 100.